# Tevan Margit
Tevan Margit, teljes nevén Tevan Klára Margit (Békéscsaba, 1901. január 18. – Budapest, 1978. november 3.) Munkácsy Mihály-díjas magyar ötvösművész, érdemes és kiváló művész. A nyomdájáról híres Tevan család tagja, Engel Tevan István grafikus édesanyja.

## Életpályája
Tevan Adolf és Fischer Teréz lánya. Az Iparművészeti Iskolában tanult egy évig.  A kor neves ötvösei, Zutt Richard és Kiss Ferenc mellett képezte magát négy éven át. 1927–1928-ban a Vértes Árpád Stúdió nevű ötvösműhelyében dolgozott. 1928-tól önálló művészként dolgozott. Az 1930-as évektől kezdve kiemelkedő szerepe volt a modern magyar fémművesség megteremtésében, tömegek számára hozzáférhetővé tételében és ezáltal az iparművészeti kultúra formálásában. A vázák és a kelyhek mellett először ő készített ajándéktárgyként dobozokat és tálakat. A legkedveltebb anyaga a vörös- és sárgaréz volt, de szívesen dolgozott ónnal és bronzzal is. Az első önálló kiállítását az Iparművészeti Múzeumban rendezték meg 1981-ben. 1988-ban Békéscsabán volt gyűjteményes emlékkiállítása.
Férje Engel Miklós (1901–1945) vegyészmérnök volt, akivel 1927. április 14-én Békéscsabán kötött házasságot. 1945 februárjában Mauthausenben a holokauszt áldozata lett.

## Művészete
"Korai munkáiban a fémlemezt plasztikusan, szinte szobrászi erővel formálta meg, lemondva a korszak fémművességének sokszor öncélúan túlburjánzó ornamentikájáról. Szemléletének alapja az anyag önnön szépségének érvényre juttatása. Tárgyainak díszítményei – legtöbbször – reliefszerűen formált figurális motívumok (emberi figurák, állatalakok), amelyeket sokszor külön fémöntvények formájában applikált munkáira. Díszítőmotívumai, figurái sajátos bukolikus bájt kölcsönöznek tárgyainak, felfogásukra jelentős hatást gyakorolt a romantika szobrászatának tömör formavilága." Az M3 televíziós csatorna "Tarka kockák" sorozatának 43. fejezetében pár képsor elejéig szerepel.

## Kiállításai[9]

### Egyéni kiállítások
- 1981 • Iparművészeti Múzeum, Budapest (emlékkiállítás)
- 1988 • Munkácsy Mihály Múzeum, Békéscsaba (emlékkiállítás)
- 1996 • Lánchíd Galéria, Budapest [Engel Tevan Istvánnal].

### Válogatott csoportos kiállításokon
- Iparművészeti Kiállítás, Nemzeti Szalon, Budapest
- 1932 • Magyar Kultúrszövetség
- 1943 • Belvárosi Művészeti Szalon
- 1948 • 90 művész kiállítása, Nemzeti Szalon, Budapest
- 1953 • 1. Országos Iparművészeti kiállítás, Műcsarnok, Budapest
- 1953 • Népművészeti és Iparművészeti Kiállítás, Műcsarnok, Budapest
- 1956 • Képző- és Iparművészeti kiállítás, Szeged
- 1958 • Magyar Képzőművésznők kiállítása, Műcsarnok, Budapest
- 1959 • 4. Országos Iparművészeti kiállítás, Műcsarnok, Budapest
- 1960 • Képzőművésznők nemzetközi kiállítása, Műcsarnok, Budapest
- 1962 • Katona József Múzeum, Kecskemét
- 1963 • Iparművészeti Kiállítás, Herman Ottó Múzeum, Miskolc
- 1965 • 5. Országos Iparművészeti kiállítás, Műcsarnok, Budapest
- 1967 • Budapesti Műszaki Egyetem, Kollégium
- 1966 • Modern Iparművészeti kiállítás, Sátoraljaújhely
- 1969 • Salgótarjáni Galéria, Salgótarján • Magyar Kultúra Háza, Prága
- 1975 • Jubileumi Iparművészeti kiállítás, Műcsarnok, Budapest.

## Kötetei
- Minden ház ellenségesen áll. Tevan Margit 1944/45-ös feljegyzései; sajtó alá rend. Széchenyi Ágnes, Róna Erzsébet; Tevan Alapítvány, Bp., 2014

## Díjai, elismerései
- Bp. Székesfőváros elismerő oklevele (1933)
- az  Iparművészeti Társaság oklevele (1936)
- Diplôme ď Honneur a párizsi világkiállítás nemzetközi egyházművészeti seregszemléjén (1937)
- ezüstérem (Triennale, Milánó, 1937)
- a New York-i világkiállítás oklevele (1939)
- Munkácsy Mihály-díj (1957)
- Érdemes művész (1962)
- Kiváló művész (1977)